# Oligia semicana
Oligia semicana là một loài bướm đêm trong họ Noctuidae.